# Johannes Olearius (1546-1623)
Johannes Olearius (Wesel, 1546 – Halle, 1623) è stato un teologo tedesco.
Fu rettore di collegio a Königsberg nel 1574, insegnante a Helmstedt dal 1578 e sovrintendente di Halle dal 1581. Anche i suoi figli Gottfried Olearius e Johannes Olearius furono celebri teologi.